# Xít
Xít hay trích (danh pháp hai phần: Porphyrio porphyrio) là loài chim lớn thuộc họ Gà nước. Chúng phân bố ở châu Á và châu Úc, chúng có nhiều phân loài khác nhau.

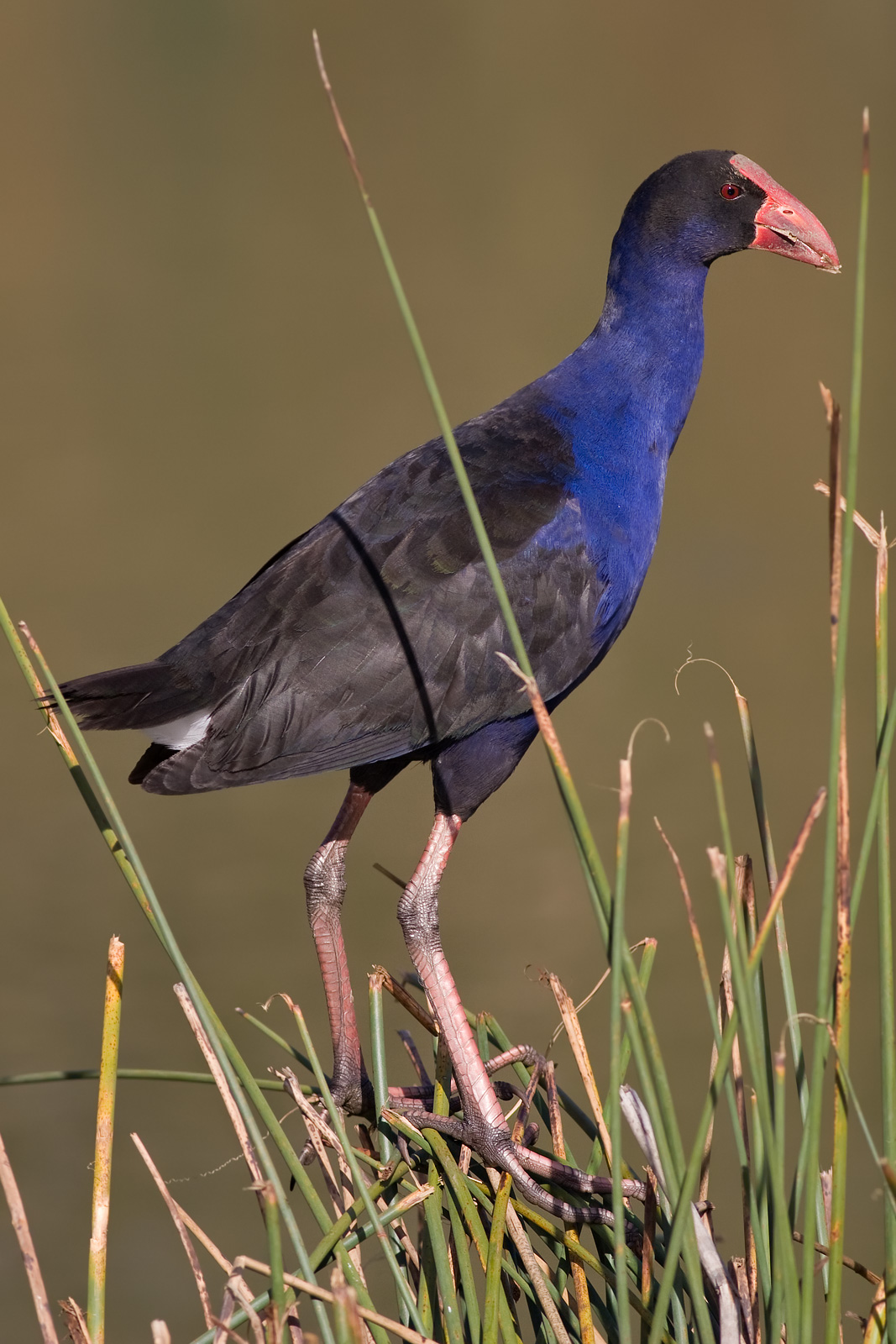
Porphyrio porphyrio melanotus ở Victoria, Australia

## Sinh sản

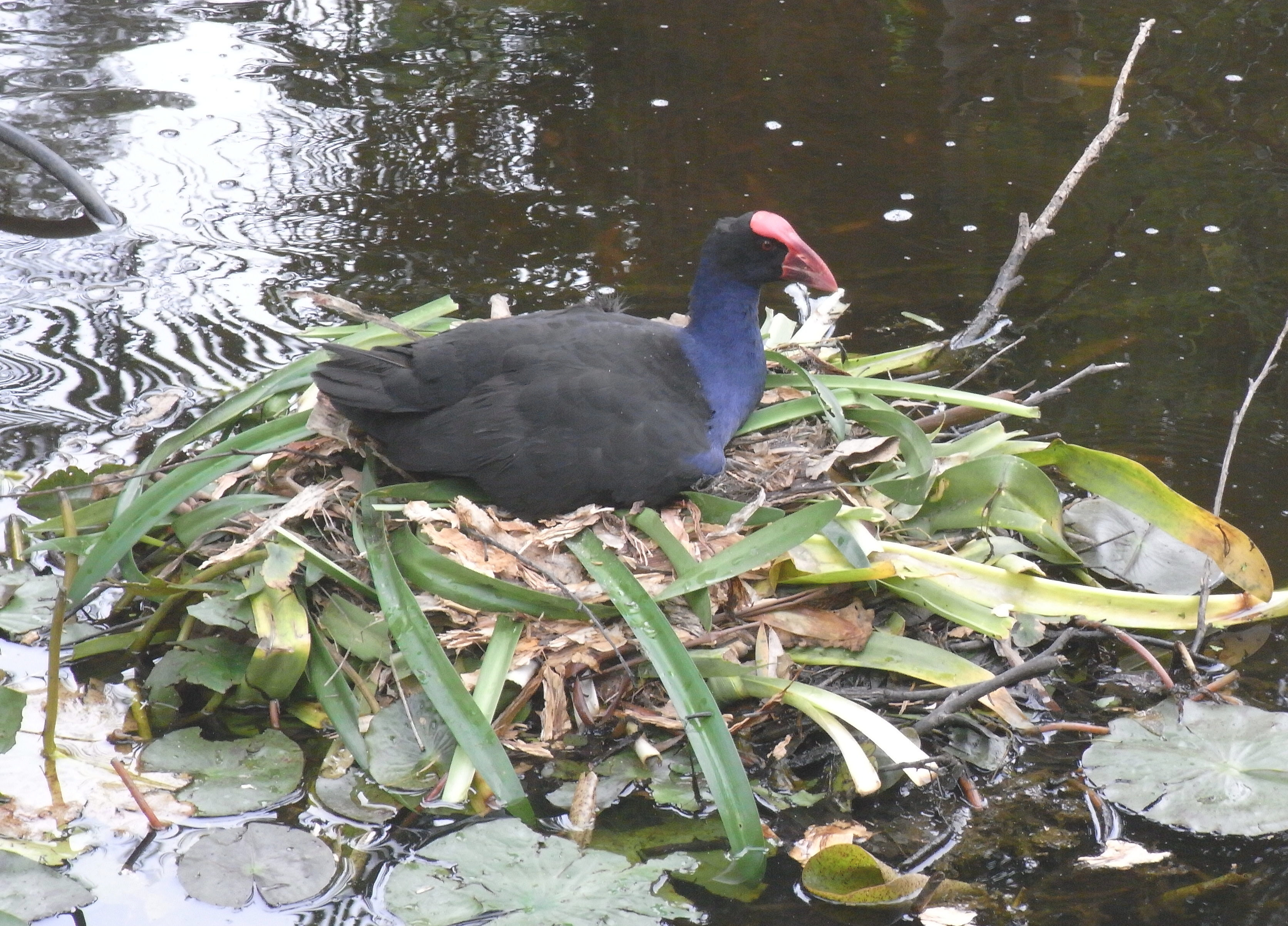
Chim xít (P. p. melanotus) làm tổ

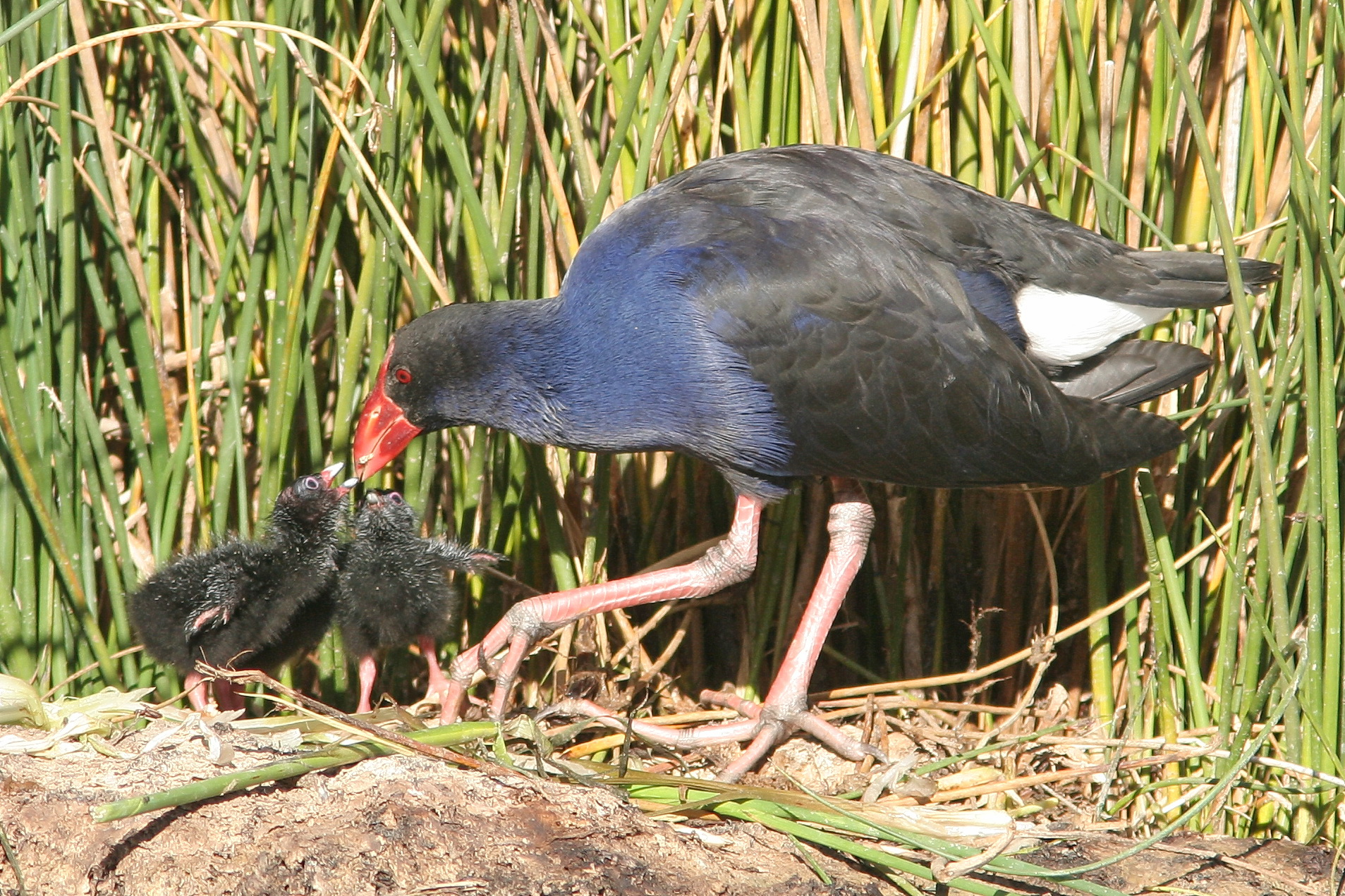
Nuôi con

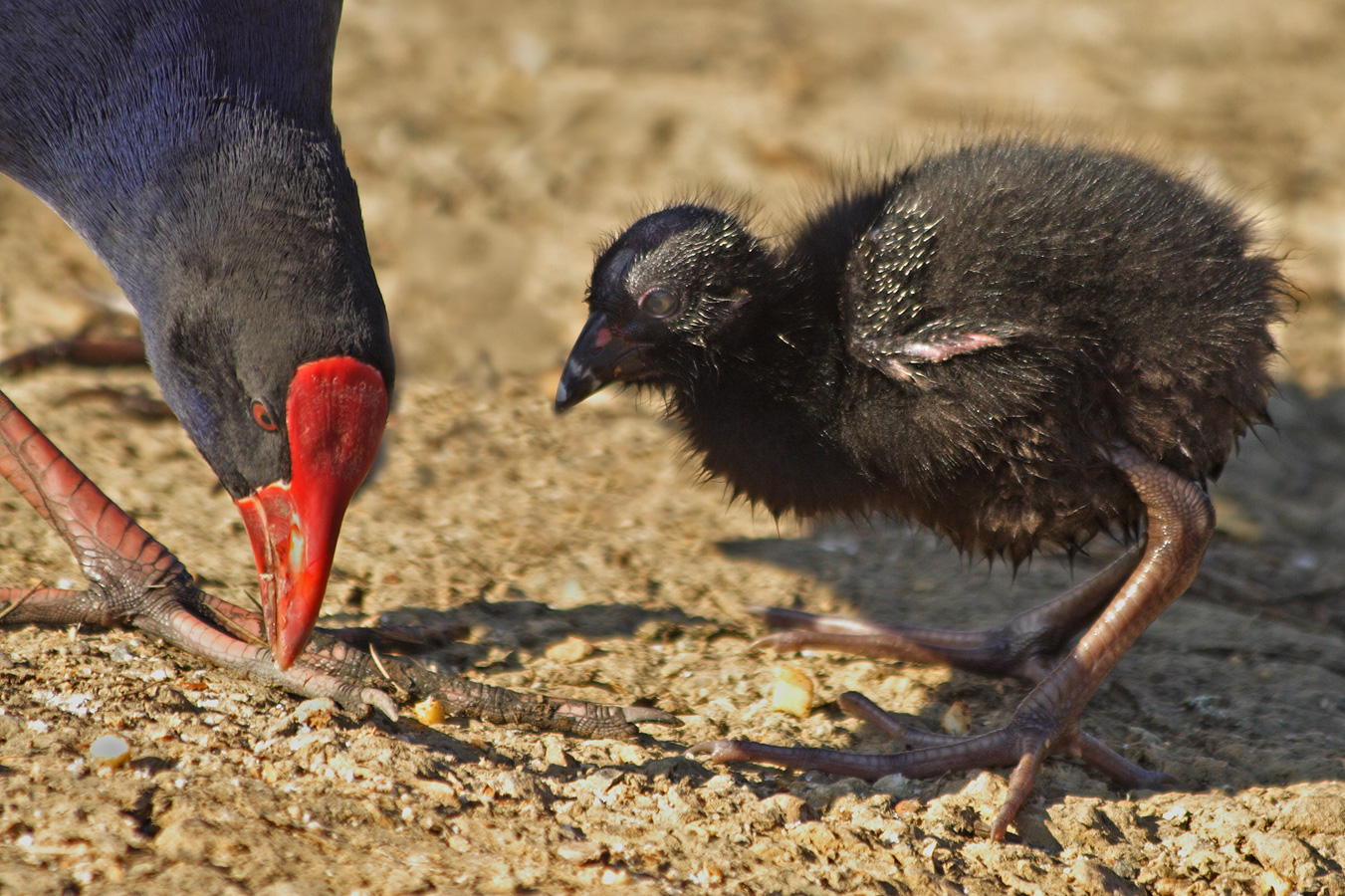
Chim bố mẹ và chim con

Xít sinh sản nói chung theo mùa, nhưng mùa sinh sản thay đổi theo khu vực địa lý, thường là mùa mưa ở nhiều nơi, hoặc mùa hè tại những vùng có nhiệt độ cao.

## Hình ảnh

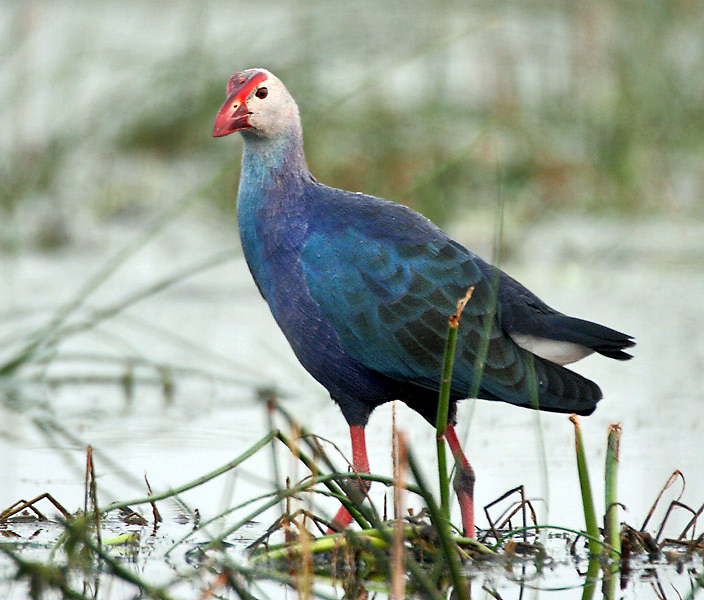
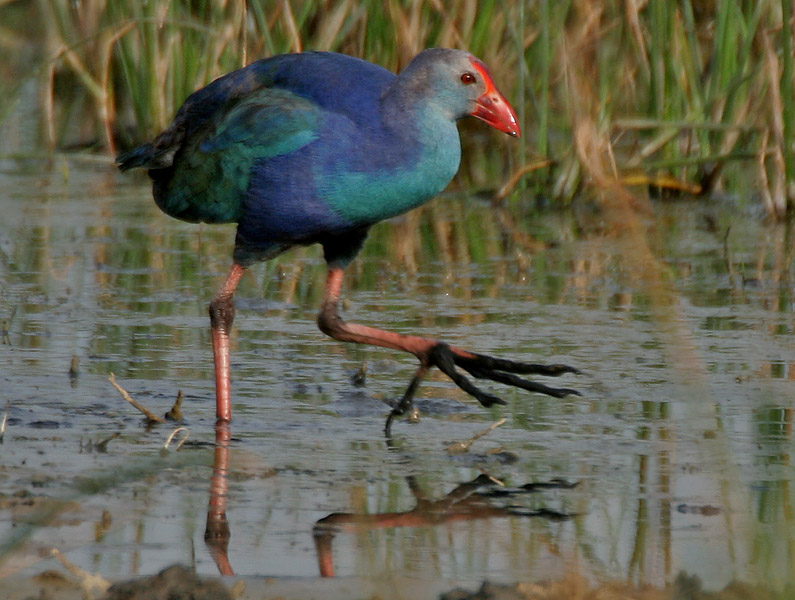
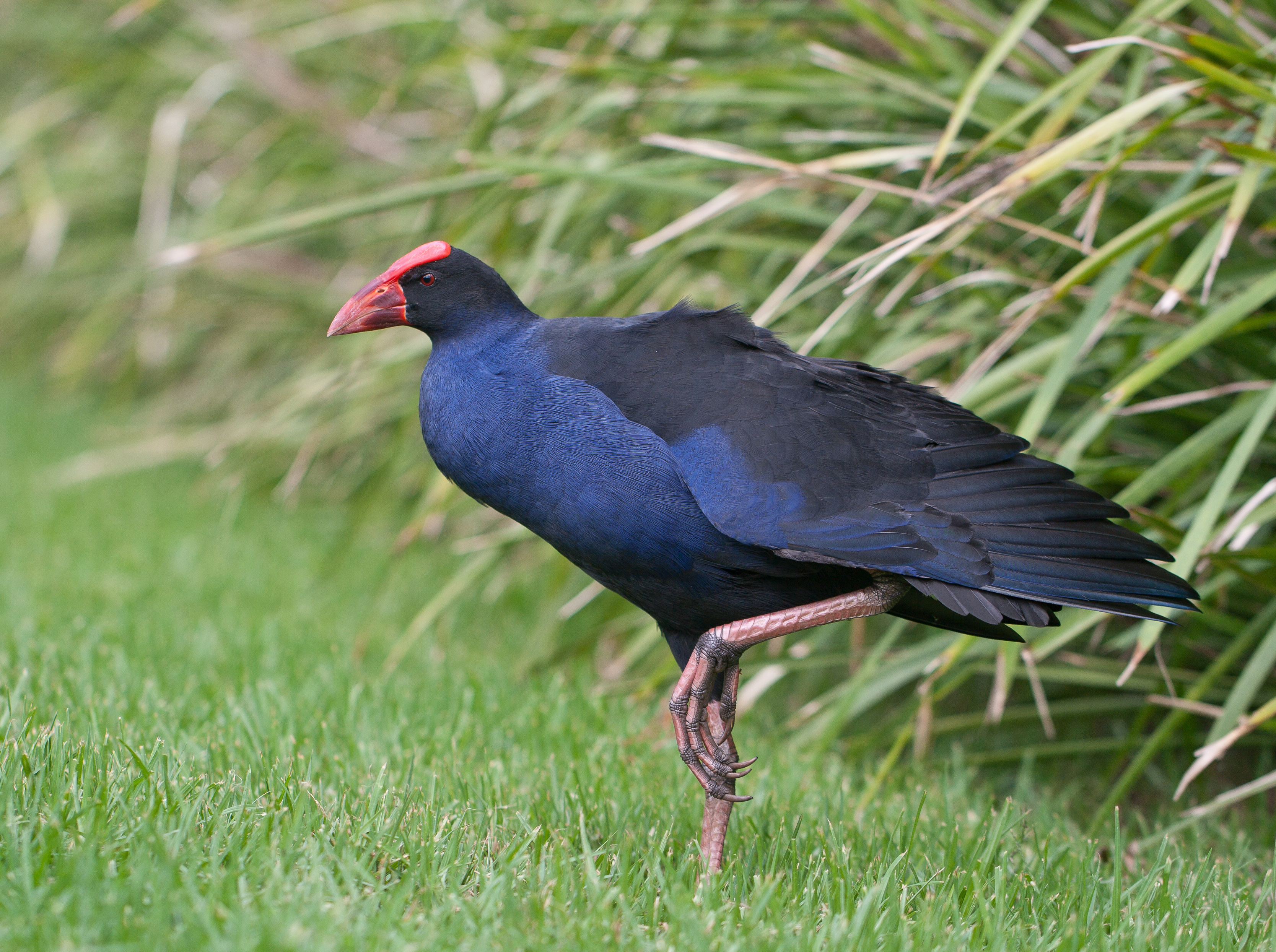
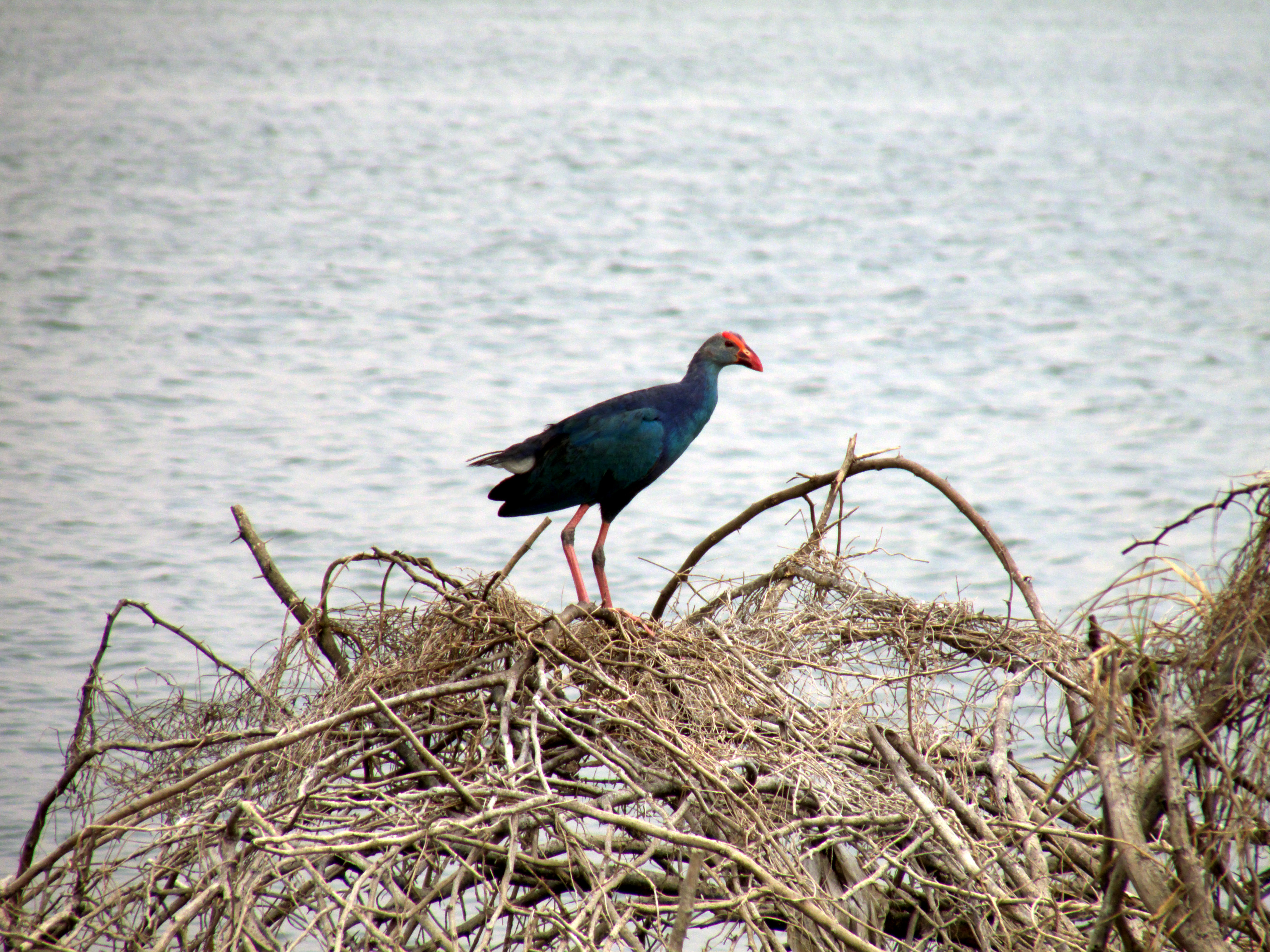
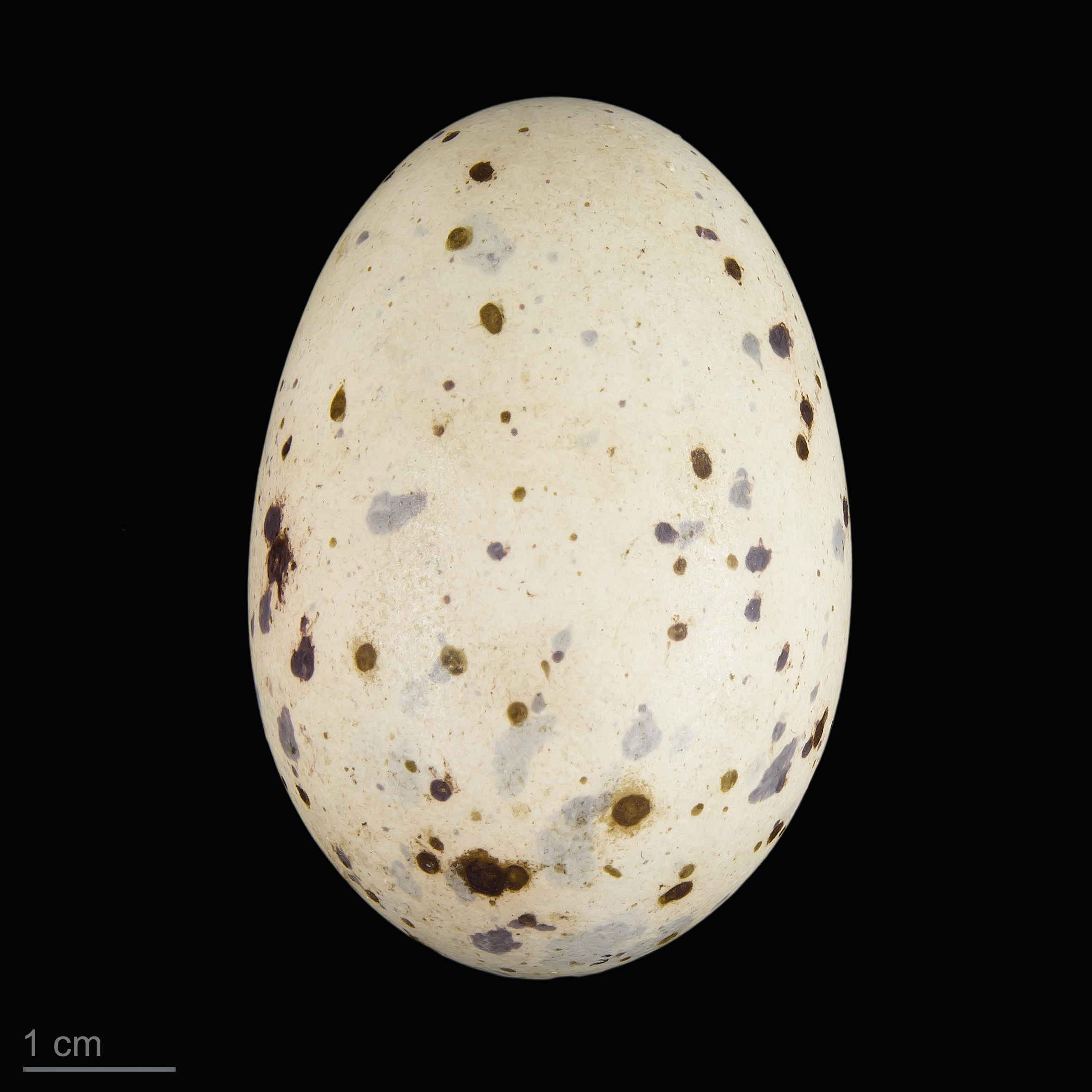
Museum specimen